# تپلک ماندابی
تپلک ماندابی (نام علمی: Scytalopus iraiensis) یک پرنده گنجشک‌سان است که به‌تازگی کشف شده و به سرده Scytalopus، از تیره تپلکان وابسته است. همچنین به عنوان تپلک تالابی یا تپلک تالابی علف‌بلند شناخته می‌شود. این گونه بومی برزیل است.